# Észtek
Az észtek (észtül eestlased, korábban maarahvas, finnül virolaiset) balti finn nép, a finnek közeli, a magyarok távolabbi rokonai, akiknek többsége Észtországban él. A finnugor nyelvek közé tartozó észt nyelvet beszélik, amely a világon mintegy 1,1 millió ember anyanyelve. Bár Észtországot a balti országok közé sorolják, az észtek nyelvileg és etnikailag nem rokonaik szomszédaiknak, a letteknek és a litvánoknak.
Az észtek vallási szempontból túlnyomóan az evangélikus kereszténységhez tartoznak, bár az észtek többsége nem vallásos.

## Csoportjaik
Alapvetően két nagy néprajzi csoportra oszthatók: az Észtország délkeleti részében élő déli észtekre és az északi észtekre. A déli észtek lakta régió keleti szegélyén laknak az ortodox vallású, de az archaikus hagyományokból sokat megőrzött szetuk. Az északiak között elkülönölnek az északkeleten élők, de közöttük kicsik a különbségek. Néprajzi értelemben külön sajátos csoportot képeznek a szigeteken élő észtek.
A déli észtek beszélte nyelveket vagy nyelvjárásokat összefoglalóan délészt nyelv néven emlegetik. Ezek: a tartu, a mulgi, a võro és a szetu.

## Történetük
Észtország területe már mintegy 10 ezer évvel ezelőtt, a Balti-jégtó visszahúzódása után benépesült. Mai lakóinak ősei mintegy ötezer évvel ezelőtt érkezhettek ide és ezzel az észtek egyike a legkorábban mai területein letelepült európai népeknek. A fésűskerámia-kultúra finnugornak tartott népeinek jelenlétére Finnország területéről már korábbra datálható bizonyítékok is vannak, így elképzelhető, hogy az észtek is korábban települtek be.
A mongoloid jellegű fésűskerámiások később összeolvadtak a csónak alakú harci baltákat alkalmazó, Kr. e. 2500 körül érkező, inkább europid néppel, a lettek és litvánok elődeivel. A népcsoportok keveredése után a Nyugati-Dvina (Daugava) folyótól északra a finnugor, délre a balti nyelvek váltak uralkodóvá, később azonban a nyelvhartár északabbra húzódott (főképp a finnugor lívek beolvadása következtében).
Az észt, Észtország név valószínűleg abból a szóból származik, amelyet az ókori germánok használtak a Visztula folyótól északkeletre lakó népekre. Ezt a szót 98-ban Tacitus említi először a fennmaradt írott forrásokban, Aestii alakban. Az óészakiak a Finn-öböl déli részén húzódó földet Eistland néven ismerték - Észtország izlandi neve ma is Eistland -, a népét pedig eistr néven. A régi észteket finn nyelvrokonaikkal együtt az óorosz krónikák csudok (чудь) néven említik.
Az észt nyelv első szórványemlékei a 13. századból származnak, az első észt nyelvű könyvet 1525-ben nyomtatták.